# Криве (озеро, Челябінська область)
Криве (рос. Кривое) — невелике озеро старицевого типу в заплаві річки Гумбейка. Розташоване в Агаповському районі Челябінської області Росії.

## Археологія
Озеро насамперед відоме завдяки розташованим поблизу, на площі понад 10 км², похованням синташтинського типу. Примітне завдяки найдавнішій зі знайдених будь-де колісниць, вік якої оцінюють у 4 тис. років (2100—1700 до н. е.). У похованні з двоколісною колісницею виявлено: череп коня, 3 чайники, 2 щічні ремені від вуздечки, а також наконечники для списів і стріл. Виявлені кістки датують приблизно 2026 до н. е.